# 不平衡接続
不平衡接続（Single-ended signaling、シングルエンド方式とも）はワイヤを介して電気信号を伝送するのに最も単純で最も一般的に使われる方法。1本のワイヤは信号を表す変化電圧を伝送し、もう1本のワイヤは基準電圧（通常は接地）に接続される。
不平衡接続の主な代替手段は差動信号と呼ばれる。歴史的な地面反射の代替でも使えるが、今日ではめったに使われない。
不平衡接続は差動よりも実装するうえでのコストがかからないが、次にあげるものが原因で起こるノイズを遮る能力がない。
1. 送信回路と受信回路の間の設置電圧レベルの差
2. 誘導が信号線上で拾い上げられる

不平衡接続が平衡接続にまさる主な利点は複数の信号を送信するために必要なワイヤが少なくなることである。n個の信号がある場合、n+1本のワイヤがある（各信号に1本で接地用に1本）（平衡接続では少なくとも2n本必要）。不平衡接続の欠点は、すべての信号のリターン電流が同じ導体を使い（分かれたアース線が使われていても、アースは必ず各端子で一緒になる）、これにより信号間に干渉（クロストーク）が生じることがある。

## 規格
不平衡接続は広く使われており、次のような一般的な伝送規格に多く見られる。
- RS-232 シリアル通信
- PS/2 マウスとキーボードのコネクタ
- I²C シリアルバス
- TTL 回路
- CMOS 論理回路
- ECL 回路
- ほとんどの並列コンピュータバス
  - VMEbus
  - PCI
- VGA ビデオコネクタ
- SCSI ハードドライブおよびその他の周辺機器のインターフェース
- Parallel ATA ハードドライブおよびその他の周辺機器のインターフェース

いくつかの種類のコネクタは、バランスペアで頻繁に使われるが、不平衡接続でも使用されることがある。
- 音声信号のRCA端子
- 音声信号のTRSフォンコネクタ

## 例
広く使われているRS-232システムは不平衡接続の例であり、信号をの有無をそれぞれ±12V、±3V以下として取り扱う。自然に発生するノイズ信号のほとんどはそれほど大きい電圧を生成することはないため、大きな電圧差を使用することで信号はノイズからの影響を免れることができる。信号ごとに1本のワイヤしか必要ないという利点もある。
しかし、高周波信号をフィルタリングする静電容量とインダクタンスの影響により信号の切り替え速度が制限され、高速な通信が難しいという欠点がある。また、大きな電圧変動は長いケーブルを使用する際に送信側へ大電力を要求する。この問題はより小さい電圧を使うことで低減することができるが、低い駆動電圧はランダム環境ノイズによるデータエラーの発生の可能性を高めることとなり、トレードオフの関係にある。